# Invasión Argentina de Monterrey
La Invasión Argentina de Monterrey también conocida como la Ocupación Argentina de California fue una acción militar llevada a cabo entre el 24 de noviembre y el 29 de noviembre de 1818 por fuerzas de las Provincias Unidas del Río de la Plata bajo el mando del corsario Hipólito Bouchard. Esta operación, parte de su campaña en el océano Pacífico, resultó en la captura y saqueo de la ciudad de Monterrey, entonces capital de la Alta California, una provincia del Virreinato de Nueva España.

## Antecedentes
Durante las Guerras de independencia hispanoamericanas, las Provincias Unidas del Río de la Plata autorizaron campañas corsarias contra intereses españoles en el Pacífico para dañar el comercio marítimo de la Corona española y difundir la guerra en los territorios dominados aún por los españoles. Bouchard, al mando de la fragata La Argentina, emprendió una expedición que incluyó escalas en Chile, Perú, Centroamérica, Madagascar, el Estrecho de Macasar, Filipinas, etc.
El 15 de mayo de 1817 el Director Supremo de las Provincias Unidas del Río de la Plata, Juan Martín de Pueyrredón, expidió el Reglamento Provisional para el Corso, que especificaba la situación legal de los corsarios bajo bandera argentina. La expedición contra barcos y puertos españoles en América y las Filipinas se desarrolló entre julio de 1817 y julio de 1819.
Previo a la batalla, las tropas argentinas se enfrentaron contra los piratas moros a fines de 1817, tuvieron un enfrentamiento breve en el Sultanato de Joló a principios de 1818, Bouchard capturo varios barcos españoles así como bloqueo la ciudad de Manila durante dos meses, intento llegar a China mientras meditaba hacer una expedición especial para liberar a Napoleón Bonaparte de la isla Santa Helena. Su último viaje previo al ataque a Monterrey fue hacia Hawái donde tuvo un encuentro con el rey del Reino de Hawái, Kamehameha I, donde, supuestamente, este país fue el primero en reconocer la independencia de Argentina inclusive antes que Chile.

## El ataque a Monterrey
Al llegar a las costas de Monterrey, Bouchard exigió la rendición del presidio local. Ante la negativa, desembarcó con sus hombres y tras un breve combate logró tomar la ciudad el 24 de noviembre de 1818. Durante cinco días, las fuerzas argentinas ocuparon y saquearon la plaza, destruyendo fortificaciones y capturando suministros.

## Consecuencias
La acción tuvo un fuerte impacto simbólico, al demostrar el alcance global de la lucha independentista rioplatense. También consolidó la figura de Bouchard como héroe naval y precursor de la marina argentina. Aunque breve, la ocupación de Monterrey es recordada como uno de los episodios más insólitos de la historia militar argentina.